# 마피아42
《마피아42》는 2014년 2월 7일에 출시된 모바일 및 PC게임이다. 실시간으로 마피아 게임을 플레이를 할 수 있다는 장점이 있다